# اشلی بانفیلد
اشلی دنیستون بانفیلد  (متولد 29 دسامبر 1967) روزنامه نگار کانادایی-آمریکایی و مجری سابق شبکه تلویزیونی HLN است. او مجری سابق برنامه تلویزیونی Legal Legal با اشلی بانفیلد و Early Start در CNN بود.

## تحصیلات
بانفیلد در زادگاه خود کانادا در مدرسه بالمورال هال ،  یک مدرسه آموزش ابتدایی خصوصی در وینیپگ ، مانیتوبا ، تحصیل کرد و در سال 1985 آنجا را ترک کرد. وی در سال 1988 موفق به اخذ مدرک کارشناسی علوم سیاسی و فرانسه از دانشگاه کویین در کینگستون ، انتاریو شد و تحصیلات خود را در کشور فرانسه در دانشگاه بریتیش کلمبیا ، در ونکوور ، بریتیش کلمبیا ادامه داد و در سال 1992 فارغ التحصیل شد.

## شغل

### کانادا
بانفیلد کار خود را در سال 1988 در شبکه CJBN-TV در Kenora ، انتاریو و در CKY-TV در وینیپگ در اواخر همان سال آغاز کرد.  وی از 1989 تا 1992 اخبار آخر هفته را برای شبکه CFRN-TV در ادمونتون اجرا می کرد. او در CICT-TV در کلگری کار کرد ، به عنوان تهیه کننده از 1992 تا 1993 و به عنوان مجری اخبار شب و خبرنگار بازرگانی از 1993 تا 1995.  بانفیلد در سال 1994 برنده دو جایزه Iris در گروه بهترین مستند خبری و بهترین جشنواره شد. 
بانفیلد در زمان تصدی خود در CICT-TV به عنوان همیار تهیه کننده مستقل اخبار جهانی اخبار ABC بود. وی اجلاس بوش / گورباچف 1991 در روسیه و اجلاس کلینتون / یلتسین در ونکوور در آوریل 1993 را پوشش داد. 

### ایالات متحده
در اوایل سال 2000 ، بانفیلد پس از برنده شدن جایزه امی برای گزارش خود در دالاس ،در ایستگاه پخش TX KDFW-TV ، توسط شبکه ملی MSNBC استخدام شد. به گفته نیویورک تایمز ، او "به خوبی با موقعیت MSNBC به عنوان خبرنگار شبکه خبری مورد پسند بینندگان جوان تر است".  وی همچنین میزبان برنامه MSNBC Investigates بود ، در NBC News کار می کرد و به همراه جینا گاستون و میکا برژینسکی میزبان صفحه خانه شد . 
در 11 سپتامبر 2001 ، بنفیلد از خیابان های منهتن از مرکز تجارت جهانی که در حال فروپاشی بود گزارش می داد . او گزارش می داد که چند بلوک در شمال سایت قرار دارد که 7 مرکز تجارت جهانی پشت سر او فرو ریخت. پس از پایان گزارش اولیه حمله ، بنفیلد تبلیغاتی دریافت کرد ، زیرا MSNBC وی را به عنوان تهیه کننده برنامه جدیدی به نام " یک منطقه در درگیری" به سراسر جهان فرستاد. بانفیلد دو دوست خود را در حملات مرکز تجارت جهانی از دست داد و به دنبال کمک برای اختلال استرس پس از سانحه بود .  
در جریان درگیری ها در افغانستان ، بانفیلد با زندانیان طالبان مصاحبه کرد و از یک بیمارستان در کابل بازدید کرد. نوشته های بعدی سفرهای او از جلال آباد به کابل و همچنین سایر تجربیات در افغانستان را پوشش می داد. در پاکستان ، او با پدر گریگوری رایس ، کشیش کاتولیک رومی در پاکستان و یک زن عراقی که به پناهندگان کمک می کرد ، مصاحبه کرد. او پس از منطقه ای در تضاد ، زمان پخش 10 شب را با نمایش اشلی بانفیلد در مکان دریافت کرد . 
بانفیلد در وینیپگ ، مانیتوبا ، دختر سوزان الیزابت (هلند) و جان الکساندر بانفیلد متولد شد. 
در سال 2004 ، بانفیلد با هوارد گولد ، سرمایه دار املاک و مستغلات ، که شرکت بازرگانی اعتبار کربن Equator Environment را تأسیس کرد بود و نوه توسعه دهنده راه آهن جی گولد بود ، ازدواج کرد .   عروسی در داخل یک قایق تفریحی چوبی در باشگاه قایق بادبانی رویال دریاچه وودز در کانادا برگزار شد. این زوج که اکنون طلاق گرفته اند دارای دو پسر هستند.
وی در 29 دسامبر 2017 ، پنجاهمین سالگرد تولدش ، با دوست پسر سه ساله خود کریس هاینور در ویلمینگتون ، ورمونت ازدواج کرد . 